# 辻堇
辻堇（日语：／ Tsuji Sumire，1999年11月29日—）生于岐阜市，是一名日本女子击剑运动员，主攻花剑。她4岁时开始练习芭蕾舞，小学三年级时开始在一家俱乐部里练习击剑，小学和中学期间，她所属的俱乐部并没有固定的练习场所。2018年，她进入朝日大学法学部就读。2022年毕业后加入大垣共立银行。